# Rasa del Puit (Lladurs)
|  | Aquest article tracta sobre el torrent de Lladurs. Vegeu-ne altres significats a «Rasa del Puit (Pinell de Solsonès)». |

La Rasa del Puit és un torrent afluent per la dreta del Cardener que fa tot el seu curs pel terme municipal de Lladurs.

## Xarxa hidrogràfica
La xarxa hidrogràfica de la Rasa del Puit està integrada per un total de 3 cursos fluvials. D'aquests, 2 són subsidiaris de 1r nivell de subsidiarietat.
La totalitat de la xarxa suma una longitud de 3.267 m. que transcorren íntegrament pel terme municipal de Lladurs.